# Bellifusus
Bellifusus is een geslacht van uitgestorven weekdieren uit de klasse van de Gastropoda (slakken). Exemplaren van dit geslacht zijn slechts als fossiel bekend.

## Soort
- Bellifusus curvicostatus (Wade, 1926) †